# Singly na prvním místě v roce 2001 (USA)
Jedničky hitparády Hot 100 za rok 2001 podle časopisu Billboard.
| Datum vydání  | Píseň                    | Umělec                                   |
| 6. ledna      | Independent Women Part I | Destiny's Child                          |
| 13. ledna     | Independent Women Part I | Destiny's Child                          |
| 20. ledna     | Independent Women Part I | Destiny's Child                          |
| 27. ledna     | Independent Women Part I | Destiny's Child                          |
| 3. února      | It Wasn't Me             | Shaggy feat. Rikrok                      |
| 10. února     | It Wasn't Me             | Shaggy feat. RikRok                      |
| 17. února     | Ms. Jackson              | OutKast                                  |
| 24. února     | Stutter                  | Joe feat. Mystikal                       |
| 3. března     | Stutter                  | Joe feat. Mystikal                       |
| 10. března    | Stutter                  | Joe feat. Mystikal                       |
| 17. března    | Stutter                  | Joe feat. Mystikal                       |
| 24. března    | Butterfly                | Crazy Town                               |
| 31. března    | Angel                    | Shaggy feat. Rayvon                      |
| 7. dubna      | Butterfly                | Crazy Town                               |
| 14. dubna     | All for You              | Janet Jacksonová                         |
| 21. dubna     | All for You              | Janet Jacksonová                         |
| 28. dubna     | All for You              | Janet Jacksonová                         |
| 5. května     | All for You              | Janet Jacksonová                         |
| 12. května    | All for You              | Janet Jacksonová                         |
| 19. května    | All for You              | Janet Jacksonová                         |
| 26. května    | All for You              | Janet Jacksonová                         |
| 2. června     | Lady Marmalade           | Christina Aguilera, Lil' Kim, Mya a Pink |
| 9. června     | Lady Marmalade           | Christina Aguilera, Lil' Kim, Mya a Pink |
| 16. června    | Lady Marmalade           | Christina Aguilera, Lil' Kim, Mya a Pink |
| 23. června    | Lady Marmalade           | Christina Aguilera, Lil' Kim, Mya a Pink |
| 30. června    | Lady Marmalade           | Christina Aguilera, Lil' Kim, Mya a Pink |
| 7. července   | U Remind Me              | Usher                                    |
| 14. července  | U Remind Me              | Usher                                    |
| 21. července  | U Remind Me              | Usher                                    |
| 28. července  | U Remind Me              | Usher                                    |
| 4. srpna      | Bootylicious             | Destiny's Child                          |
| 11. srpna     | Bootylicious             | Destiny's Child                          |
| 18. srpna     | Fallin'                  | Alicia Keys                              |
| 25. srpna     | Fallin'                  | Alicia Keys                              |
| 1. září       | Fallin'                  | Alicia Keys                              |
| 8. září       | I'm Real                 | Jennifer Lopez feat. Ja Rule             |
| 15. září      | I'm Real                 | Jennifer Lopez feat. Ja Rule             |
| 22. září      | I'm Real                 | Jennifer Lopez feat. Ja Rule             |
| 29. září      | Fallin'                  | Alicia Keys                              |
| 6. října      | Fallin'                  | Alicia Keys                              |
| 13. října     | Fallin'                  | Alicia Keys                              |
| 20. října     | I'm Real                 | Jennifer Lopez feat. Ja Rule             |
| 27. října     | I'm Real                 | Jennifer Lopez feat. Ja Rule             |
| 3. listopadu  | Family Affair            | Mary J. Blige                            |
| 10. listopadu | Family Affair            | Mary J. Blige                            |
| 17. listopadu | Family Affair            | Mary J. Blige                            |
| 24. listopadu | Family Affair            | Mary J. Blige                            |
| 1. prosince   | Family Affair            | Mary J. Blige                            |
| 8. prosince   | Family Affair            | Mary J. Blige                            |
| 15. prosince  | U Got It Bad             | Usher                                    |
| 22. prosince  | How You Remind Me        | Nickelback                               |
| 29. prosince  | How You Remind Me        | Nickelback                               |